# Rue Rameau (Paris)
Pour les articles homonymes, voir Rue Rameau.
La rue Rameau est une voie du 2e arrondissement de Paris, en France.

## Situation et accès
La rue Rameau est une voie publique située dans le 2e arrondissement de Paris. Elle débute au 69, rue de Richelieu et se termine au 56, rue Sainte-Anne. La majeure partie du tracé de la rue longe le square Louvois, parallèlement à l'allée Andrée-Jacob et à l'allée Éveline-Garnier qui sont situées dans le jardin.

## Origine du nom
Elle porte le nom du compositeur français Jean-Philippe Rameau (1683-1764). 

## Historique
En vertu d'un arrêté municipal en date du 19 avril 1792, le sieur Cottin fut autorisé à ouvrir sur ses terrains deux rues, l'une de 30 pieds de largeur et parallèle à celle de Louvois, l'autre de 24 pieds de largeur et en prolongement de la rue Chabanais (l'actuelle rue Lulli).
Arrêté du corps municipal en date du 19 avril 1792 : « Considérant qu’il résultera des constructions qui seront élevées sur ces deux rues, une augmentation considérable sur les produits des impositions foncière et mobilière, et sur celui des sols additionnels ; que l’accroissement des dépenses auxquelles ces deux rues donneront lieu pour l’entretien du pavé et de l’illumination, ainsi que le nétoiement, sera infiniment modique ; que d’ailleurs la nouvelle salle de spectacle que la demoiselle Montansier fait construire sur une portion des terrains dont il s’agit, exige un isolement de toute autre habitation pour prévenir les suites funestes d’un incendie ; enfin que le concours du monde et la circulation des voitures qu’occasionneront et cette nouvelle salle et celle déjà ouverte au public, dans la rue de Louvois, nécessitent des issues multipliées, etc. »
Ces percements furent immédiatement exécutés et le 21 janvier 1793, elle prit la dénomination de « rue Neuve-Lepelletier », en mémoire de Louis-Michel Lepeletier de Saint-Fargeau (1760-1793), assassiné la veille par l'ancien garde du roi Louis XVI, Philippe Nicolas Marie de Pâris.
Elle prit son nom actuel en 1806.

## Bâtiments remarquables et lieux de mémoire
Gioachino Rossini, pendant son séjour à Paris en 1823, s'installe chez Nicola Biagioli, écrivain et grammairien, qui a son logement au 6, rue Rameau.

## Pour approfondir